# Sliver-Polygon

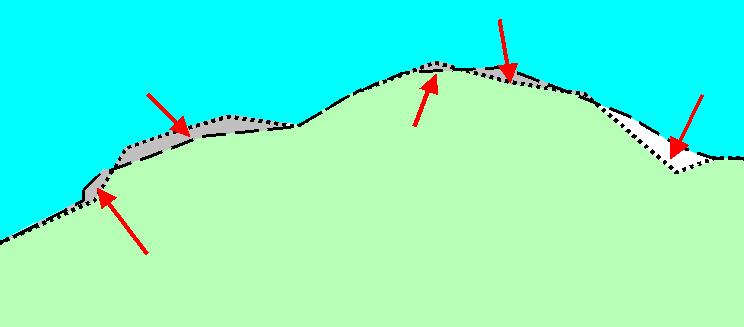
Beispiel für Sliver-Polygone

Sliver-Polygon (von englisch sliver ‚Splitter‘; auch Sliver, Kleinstfläche oder Splitterpolygon) ist ein Fachbegriff aus dem Bereich der Geoinformationssysteme.
Sliver-Polygone sind fehlerhaft entstandene Restflächen, die beim räumlichen Verschneiden verschiedener Datenebenen entstehen. Typischerweise treten Sliver-Polygone beim Verschneiden unterschiedlich digitalisierter Grenzverläufe auf. Sliver-Polygone zeichnen sich durch kleine, gestreckte Flächen aus. Da Sliver-Polygone keinen Flächen in der Realität entsprechen, bedürfen diese einer Elimination. Standard-GIS-Software (z. B. ArcGIS) hat i. d. R. Werkzeuge, die anhand einer Größentoleranz Sliver-Polygone automatisch bereinigen.